# Edsberg

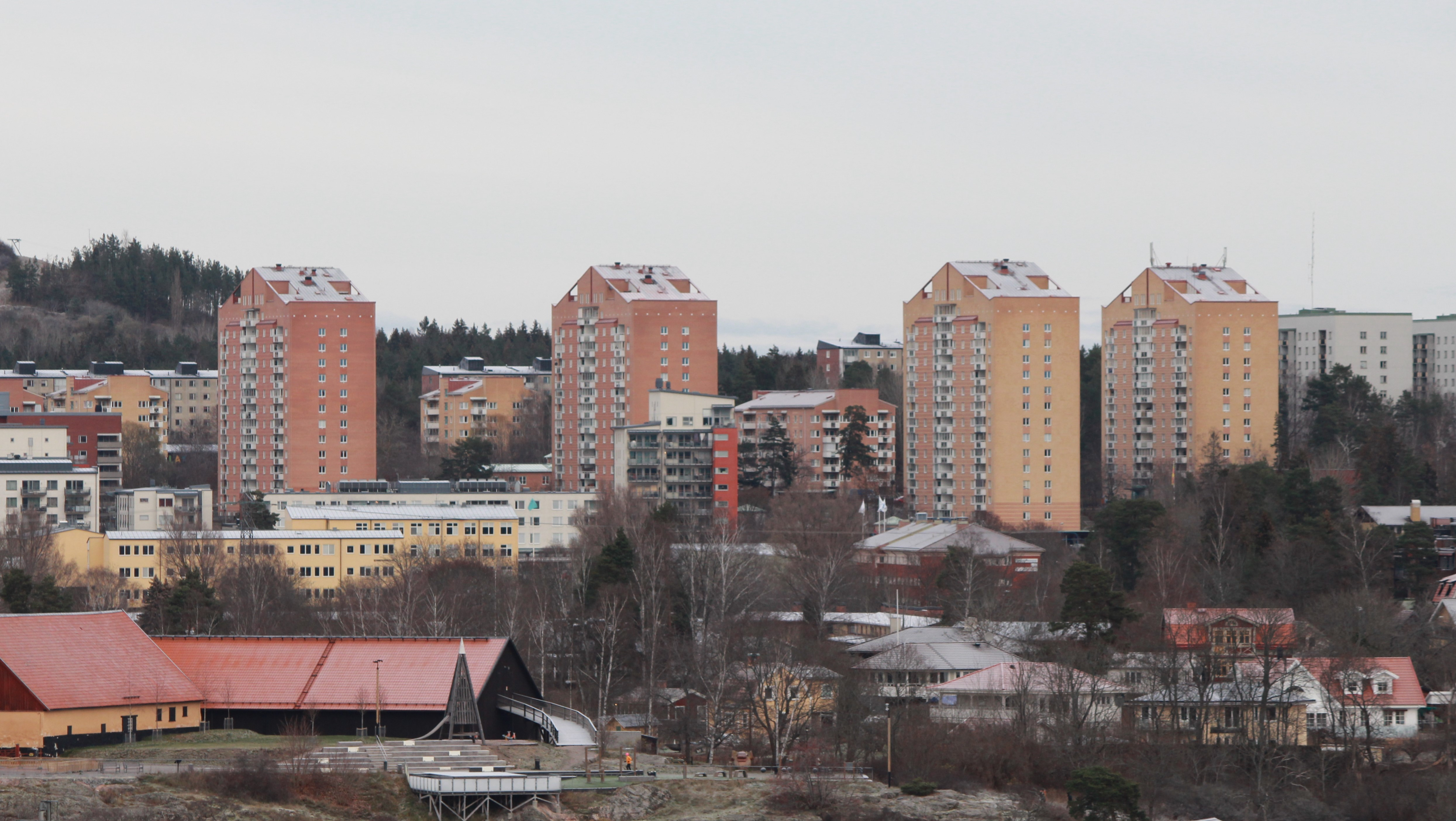
Edsberg (2021)

Edsberg ist ein Stadtteil der schwedischen Stadt Sollentuna in Stockholms län, welche nördlich von Stockholm liegt. Er liegt am Ende des Edsviken, der ein schmaler Arm der Ostsee ist. Ein wichtiges Baudenkmal ist das Schloss Edsberg.